# St.-Quirin-Platz metróállomás
A St.-Quirin-Platz egy metróállomás Németországban, a bajor fővárosban, Münchenben a müncheni metró U1-es vonalán.

## Metróvonalak
Az állomást az alábbi metróvonalak érintik:
- Stammstrecke 2

## Kapcsolódó állomások
A metróállomáshoz az alábbi állomások vannak a legközelebb:
- Wettersteinplatz (Olympia-Einkaufszentrum, U1)
- Mangfallplatz (Mangfallplatz, U1)

## Útvonal
| Vonal | Állomások |
| ----- | --- |
| U1    | Olympia-Einkaufszentrum – Georg-Brauchle-Ring – Westfriedhof – Gern – Rotkreuzplatz – Maillingerstraße – Stiglmaierplatz – Hauptbahnhof – Sendlinger Tor – Fraunhoferstraße – Kolumbusplatz – Candidplatz – Wettersteinplatz – St.-Quirin-Platz – Mangfallplatz |

## Átszállási kapcsolatok
| U1 (Olympia-Einkaufszentrum ↔ Mangfallplatz) |                        |
| Állomás                                      | Átszállási kapcsolatok |
| St.-Quirin-Platz                             | 147 , 220              |